# Erastria esperanza
Erastria esperanza là một loài bướm đêm trong họ Geometridae.